# Arkadiusz Nowak
Arkadiusz Nowak (ur. 28 listopada 1966 w Rybniku) – katolicki prezbiter, kamilianin, w latach 2007–2017 prowincjał polskiej prowincji zgromadzenia, zaangażowany w działania dla dobra chorych, w szczególności osób zakażonych wirusem HIV. Prezes fundacji Instytut Praw Pacjenta i Edukacji Zdrowotnej.

## Życiorys
Początkowo pracował na poczcie – był naczelnikiem Urzędu Pocztowego w Bełku. Funkcję naczelnika poczty pełnił jako najmłodszy w Polsce. Do zakonu Kamilianów wstąpił w 1985 roku. Święcenia kapłańskie przyjął 28 maja 1993 w Stanowicach, skąd pochodzi. Ukończył studia filozoficzno-teologiczne na Papieskim Wydziale Teologicznym w Warszawie oraz socjologię na Uniwersytecie Szczecińskim. W czasie studiów podjął decyzję, że w ramach realizacji charyzmatu zakonnego będzie pracował z osobami uzależnionymi od narkotyków i chorymi na AIDS.
Po raz pierwszy wystąpił w obronie chorych na AIDS w TVP w 1989. W 1990 w Konstancinie otworzył pierwszy dom opieki dla osób zakażonych wirusem HIV, a następnie podobny ośrodek w Piastowie oraz placówkę hospicyjną w Karczewie i kolejny ośrodek w Otwocku.
W latach 1995–2002 był doradcą ministra zdrowia ds. AIDS i narkomanii. W 1993 założył Polską Fundację Pomocy Humanitarnej Res Humanae, a w 2002 był jednym ze współzałożycieli Fundacji Edukacji Społecznej. W listopadzie 2004 założył Instytut Praw Pacjenta i Edukacji Zdrowotnej – fundację, której celem jest promowanie praw pacjenta. Uczestniczy też w pracach Koalicji Teraz Zdrowie. Działał na rzecz utworzenia Krajowego Programu Przeciwdziałania AIDS. Uczestniczy w pracach Krajowego Centrum ds. AIDS.
W latach 2007–2017 (przez trzy kadencje) był prowincjałem polskiej prowincji kamilianów.

## Nagrody i wyróżnienia
- Czerwona Kokardka (1997)[3]
- Krzyż Kawalerski Orderu Odrodzenia Polski (1997)[4]
- Medal świętego Jerzego przyznawany przez Tygodnik Powszechny (1993)
- Kawaler Orderu Uśmiechu
- październik 2000 – Poverty Award, nagroda przyznana przez ONZ za całokształt działalności w zakresie AIDS i wręczona przez ówczesnego Sekretarza Generalnego ONZ Kofi Annana.